# Bert Broekhuis
Engelbert Willem Hendrik (Bert) Broekhuis (Den Haag, 14 februari 1943) is een Nederlands bestuurder en politicus voor de Partij van de Arbeid (PvdA).

## Levensloop
Bert Broekuis is afkomstig uit een antirevolutionair gezin. Hij studeerde na de HBS sociologie aan de Vrije Universiteit Amsterdam. Broekhuis begon zijn carrière als administratief medewerker bij Esso Nederland B.V. te Den Haag. Van 1968 tot 1969 was hij planoloog bij het Centraal Instituut voor het Midden- en Kleinbedrijf te Amsterdam. Van 1969 tot 1971 was hij lid van de gemeenteraad van Tholen. Broekhuis was van 1981 tot 1982 lid van de Tweede Kamer der Staten-Generaal waar hij zich voornamelijk bezighield met defensie, buitenlandse zaken en visserij. Daarna was hij werkzaam bij de provincie Zeeland en op 1 januari 1984 volgde zijn benoeming tot burgemeester van de nieuwe gemeente Cromstrijen. Na een conflict met de gemeenteraad verwisselde hij op 16 februari 1998 met Roos Bosua-van Gelderen, burgemeester van Bernisse, van functie. Op die datum werden ze waarnemend burgemeester van die andere gemeenten maar bleven formeel wel burgemeester van hun 'oude' gemeente. Officieel was het de bedoeling dat ze na een à anderhalf jaar weer terug zouden keren wat echter anders uit zou pakken. In 2000 werd Bosua-van Gelderen waarnemend burgemeester van Hillegom en Broekhuis werd in dat jaar alsnog de kroon benoemde burgemeester van Bernisse wat hij tot 2005 zou blijven.

## Persoonlijk
Bert Broekhuis is voor de tweede keer getrouwd en uit het eerste huwelijk heeft hij twee kinderen.

## Nevenfuncties
- Voorzitter van de Studentenraad Vrije Universiteit

- Parlement.com: vg09llmzy6z7